# Droit monégasque

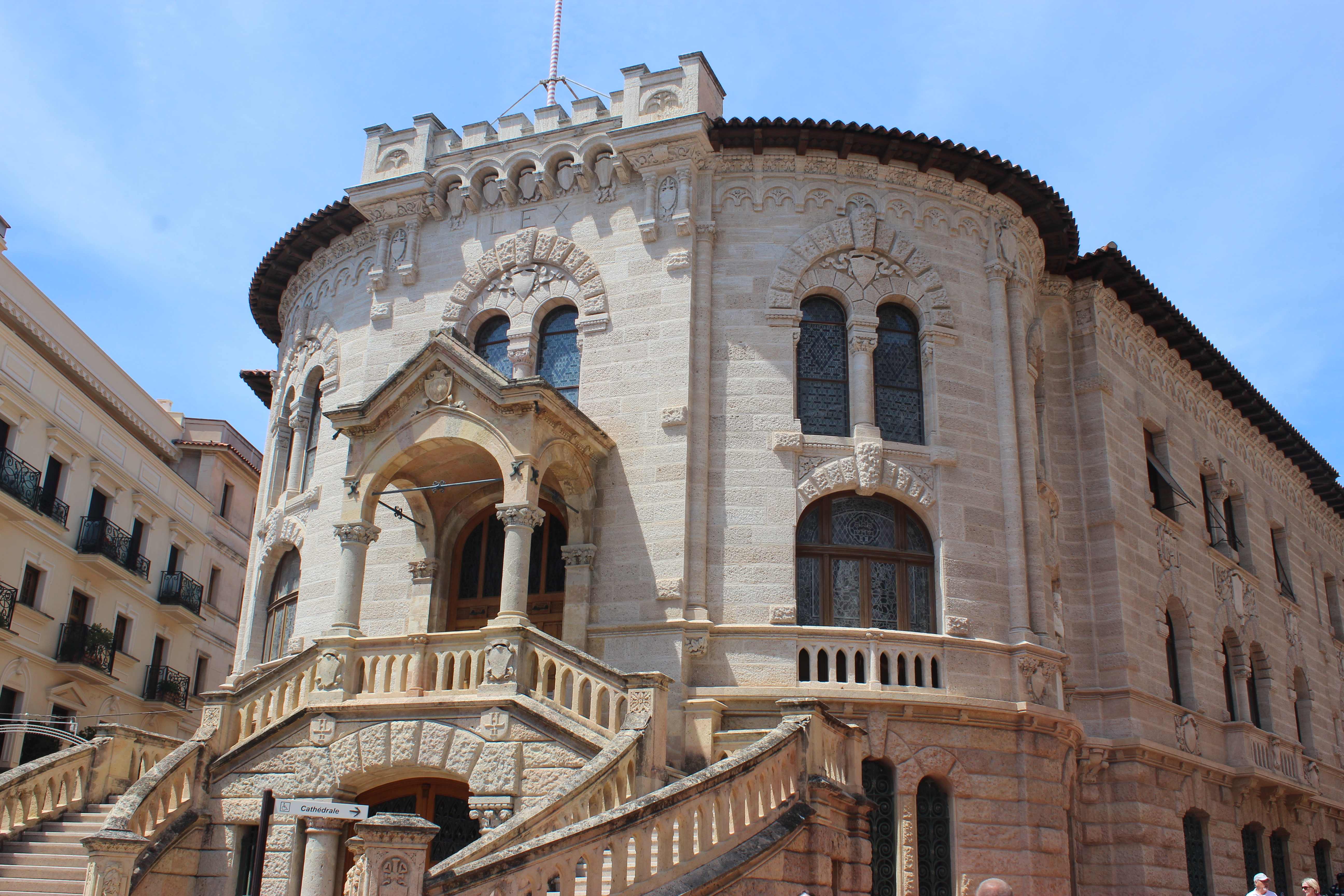
Entrée du palais de justice de Monaco, sur le Rocher, en mai 2017.

Le droit monégasque est le droit de tradition civiliste appliqué à Monaco.

## Histoire
Le droit monégasque est largement inspiré du droit français. De 1793 à 1816, ce sont les codes français du Premier Empire qui s'appliquent dans la principauté. Cependant, afin de mieux répondre aux spécificités monégasques, de nouveaux codes furent peu à peu introduits à Monaco. Le premier fut le Code de commerce du 5 novembre 1866, puis vint le Code pénal du 19 décembre 1874 et enfin le Code civil du 21 décembre 1880.
À la demande du prince Albert Ier, le baron français de Rolland rédigea deux nouveaux codes en 1896 et 1904 : les codes de procédure civile et de procédure pénale.
Le 26 mai 1954, Rainier III créa une commission chargée de mettre les codes à jour. Les travaux de la commission aboutirent à la réforme du Code de procédure pénale en 1963 et du Code pénal en 1967.

## Sources du droit

### Constitution
La Constitution est la loi fondamentale de la principauté de Monaco.

### Normes internationales
L'article 14 paragraphe 1 de la Constitution dispose que les traités sont ratifiés par le prince. Cependant, des exceptions existent. Ainsi, ne peuvent être ratifiés qu'en vertu d'une loi les traités et accords « affectant l'organisation constitutionnelle », ceux « dont la ratification entraîne la modification de dispositions législatives existantes », ceux qui « emportent adhésion de la Principauté à une organisation internationale dont le fonctionnement implique la participation de membres du Conseil national » et ceux « dont l'exécution a pour effet de créer une charge budgétaire relative à des dépenses dont la nature ou la destination n'est pas prévue par la loi de budget ».

### Législation
Le pouvoir législatif est exercé par le prince et le Conseil national.

## Organisation de la justice
L'organisation juridictionnelle de Monaco repose sur le principe de justice déléguée, c'est-à-dire que le prince délègue l'exercice du pouvoir judiciaire aux tribunaux qui rendent la justice en son nom,.

## Publications

Logotype de la revue Monaco Droit.

Plusieurs publications sur le droit monégasque se sont succédé, notamment la Revue de droit monégasque jusqu'en 2015 et le Bulletin d'information de la Cour de révision jusqu'en 2021. Face au vide, en 2025, la nouvelle revue juridique Monaco Droit est lancée. Pilotée par un comité de rédaction réunissant des magistrats et des responsables de l'Institut monégasque de formation aux professions judiciaires (IMFPJ) et de la direction des Services judiciaires, elle s'adresse aux professionnels du droit tout en visant un public élargi. Chaque numéro comporte un dossier d'actualité, un portrait de personnalité, une section de doctrine, un suivi de la jurisprudence des juridictions monégasques (« L'écho des prétoires ») et une rubrique sur les décisions de la Cour européenne des droits de l'homme ayant un impact potentiel sur Monaco (« Du côté de l'Europe »). La revue se distingue notamment par des tableaux synthétiques (par exemple un panorama comparatif des formes de sociétés en Principauté) destinés à une consultation rapide. Les premiers numéros sont diffusés en accès libre sur le site de l'IMFPJ, avec une périodicité initialement semestrielle et un système d'abonnement annoncé à partir de 2026. Son objectif déclaré est de documenter les réformes et la jurisprudence et de contribuer à la connaissance et à l'attractivité du droit monégasque.

## Proximité avec d'autres ordres juridiques
En 2018, Hervé Poinot, procureur général adjoint, notait ainsi dans une allocution la proximité du droit monégasque avec le droit français : « […] droit monégasque qui, s'il présente des spécificités, présente aussi des similitudes, des “cousinages”, avec le droit français, dans ses principes fondamentaux et bon nombre de ses dispositions. Sans nul doute plus qu'avec le droit batave, mais peut-être que je m'avance… ».